# Jelena Sjusjunova
Jelena Lvovna Sjusjunova (ryska: Елена Львовна Шушунова), född 23 maj 1969 i Leningrad, död 16 augusti 2018 i Sankt Petersburg, var en rysk (sovjetisk) gymnast.
Hon tog OS-guld i lagmångkampen, OS-guld i mångkampen, OS-silver i bom och OS-brons i barr i samband med de olympiska gymnastiktävlingarna 1988 i Seoul.